# Batalla del Fuerte Amador
La Batalla del Fuerte Amador fue un enfrentamiento militar entre Miembros de Quinta Compañía de Infantería Victoriano Lorenzo de las Fuerzas de Defensa de Panamá y miembros de la Brigada de Infantería 193d del Ejército de Estados Unidos, librado en el Fuerte Amador, en lo que hoy es conocido como la Calzada de Amador, el 20 de diciembre de 1989, en medio de la invasión de Estados Unidos a Panamá.

## Enfrentamiento
Este enfrentamiento se dio a raíz de una serie de operaciones para asegurar el Puente de las Américas, las cuales involucraban a la Brigada de Infantería 193d en otros lugares como el Puerto Balboa y Ancón. El Fuerte Amador era defendido por unidades de la Quinta Compañía de Infantería Victoriano Lorenzo, de las Fuerzas de Defensa de Panamá. La Brigada de Infantería 193d entró en el Fuerte Amador por medio de un asalto aéreo, y posteriormente lo toma.

## Consecuencias
Como consecuencia de la toma del Fuerte Amador tras la batalla, y la toma de otros lugares como el Puerto Balboa y Ancón, se asegura el Puente de la Américas, y como resultado, se bloqueo todo intento de las Fuerzas de Defensa de Panamá de reforzar a las unidades que luchaban en la Ciudad de Panamá, permitiendo al Ejército de Estados Unidos asegurar el resto de la Operación Causa Justa.